# 1406

## Родени
- 8 октомври – Филипо Липи, ренесансов художник

## Починали
- 16 септември – Киприан, св. митрополит Руски